# Ty Wood
Tyson Wood, più noto col nome di Ty Wood, (Winnipeg, 17 settembre 1995) è un attore e modello canadese famoso per aver interpretato il ruolo di Billy Campbell in Il messaggero - The Haunting in Connecticut e per quello di Tim Cherry nella miniserie televisiva Keep Your Head Up Kid: The Don Cherry Story.

## Biografia

### Giovinezza
Wood è nato a Winnipeg, Manitoba, in Canada. Attualmente risiede a Vancouver, ma ogni tanto vive a Los Angeles.

### Carriera
Wood ha fatto il suo debutto come attore nel 2002 nel film televisivo La battaglia di Mary Kay. Nel 2005, Wood ha recitato nel film The Big White al fianco di Robin Williams e in quello stesso anno ha recitato anche in un episodio della serie televisiva The Collector e nel film televisivo Vinegar Hill.
Nel 2008 ha recitato nel film The Lazarus Project. L'anno successivo ha interpretato il ruolo di Billy Campbell in Il messaggero - The Haunting in Connecticut, ruolo che gli ha fatto vincere un Young Artist Award al miglior giovane attore non protagonista. Nel 2010 ha recitato nella miniserie televisiva Keep Your Head Up, Kid: The Don Cherry Story.
Successivamente ha recitato in diverse serie televisive come Quando chiama il cuore, Cedar Cove e Supernatural. Nel 2015 ha recitato nel film televisivo Vampiro per caso. Dal 2018 è entrato nel cast della serie Le terrificanti avventure di Sabrina.

## Filmografia

### Cinema
- The Big White, regia di Mark Mylod (2005)
- Lazarus Project - Un piano misterioso (The Lazarus Project), regia di John Patrick Glenn (2008)
- New in Town, regia di Jonas Elmer (2009) non accreditato
- Il messaggero - The Haunting in Connecticut (The Haunting in Connecticut), regia di Peter Cornwell (2009)
- Spiral, regia di Kurtis David Harder (2019)

### Televisione
- La battaglia di Mary Kay (Hell on Heels: The Battle of Mary Kay), regia di Ed Gernon – film TV (2002)
- Breaking Through (On Thin Ice), regia di David Attwood – film TV (2003)
- The Collector – serie TV, 1 episodio (2005)
- Vinegar Hill, regia di Peter Werner – film TV (2005)
- Maneater, regia di Gary Yates – film TV (2007)
- Throwing Stones, regia di Mario Azzopardi – cortometraggio TV (2009)
- Keep Your Head Up, Kid: The Don Cherry Story, regia di Jeff Woolnough – miniserie TV (2010)
- The Christmas Heart, regia di Gary Yates – film TV (2012)
- Quando chiama il cuore  (When Calls the Heart) – serie TV, 2 episodi (2014-2015)
- Cedar Cove – serie TV, 1 episodio (2015)
- Vampiro per caso (Liar, Liar, Vampire), regia di Vince Marcello – film TV (2015)
- Amore, orgoglio e pregiudizio (Unleashing Mr. Darcy), regia di David Winning – film TV (2016)
- Supernatural – serie TV, 1 episodio (2016)
- Second Chance – serie TV, 1 episodio (2016)
- Project Mc² – serie TV, 5 episodi (2016)
- From Straight A's to XXX, regia di Vanessa Parise – film TV (2017)
- Garage Sale MysterY – serie TV, 1 episodio (2017)
- Christmas Princess, regia di Allan Harmon – film TV (2017)
- iZombie – serie TV, 1 episodio (2018)
- ReBoot: The Guardian Code – serie TV, 20 episodi (2018)
- The Order – serie TV, 2 episodi (2019)
- BH90210 – serie TV, 6 episodi (2019)
- Riverdale – serie TV, 1 episodio (2020)
- Le terrificanti avventure di Sabrina (Chilling Adventures of Sabrina) – serie TV, 16 episodi (2018-2020)
- Ruby (V.C. Andrews' Ruby), regia di Gail Harvey – film TV (2021)
- La perla di Ruby (V.C. Andrews' Pearl in the Mist), regia di David Bercovici-Artieda – film TV (2021)
- Il destino di Ruby (V.C. Andrews' All That Glitters), regia di Michael Robison – film TV (2021)
- Il gioiello nascosto (V.C. Andrews' Hidden Jewel), regia di Michael Robison – film TV (2021)
- Kung Fu – serie TV, 1 episodio (2021)
- Il diavolo in Ohio (Devil in Ohio) – miniserie TV, 5 episodi (2022)

## Riconoscimenti
- 2010 – Young Artist Award[2][3][4]
  - Miglior giovane attore non protagonista per Il messaggero - The Haunting in Connecticut

- 2011 – Young Artist Award[3][5]
  - Nomination Miglior performance in un Film TV, Miniserie, Special o Pilot - Giovane attore non protagonista per Keep Your Head Up, Kid: The Don Cherry Story

- 2014 – Joey Awards[3][6][7]
  - Miglior insieme di cast giovanile in una serie drammatica per Quando chiama il cuore (con Mitchell Kummen, Logan Williams, Gracyn Shinyei, Darius Zaviceanu, Katelyn Mager, Lizzie Boys, Mamie Laverock, Sean Michael Kyer, Will Verchere-Gopaulsingh, Lilah Fitzgerald, Sarah Boey, Connor Stanhope, Rachel Pawluk, Kiefer O'Reilly, Kadence Kendall Roach, Tanner Saunders e Paris Abbott) (Vinto ex aequo con il cast di The Killing)

- 2021 – Leo Awards
  - Nomination Best Supporting Performance by a Male in a Television Movie per Ruby

## Doppiatori italiani
Nelle versioni in italiano delle opere in cui ha recitato, Ty Wood è stato doppiato da:
- Mattia Nissolino ne Il messaggero - The Haunting in Connecticut, Il diavolo in Ohio
- Mirko Cannella in Project Mc2, iZombie
- Jacopo Calatroni in ReBoot: The Guardian Code
- Daniele Di Matteo in Le terrificanti avventure di Sabrina
- Manuel Meli in Ruby